# Asoci el Gran
Asoci el Gran o Asoci Medz (armeni: Աշոտ Ա Մեծ) fou príncep de Bagaran, príncep d'Armènia, príncep de prínceps d'Armènia i rei d'Armènia del 854 al 890. Fill de Simbaci VIII Bagratuní i destacat guerrer, fou assessor militar de l'ostikan Bogha al-Khabir el 853. Enviat el seu pare a Samarra el 854 (on va quedar presoner fins a la mort), Asoci es va fer càrrec del principat en el qual va governar de fet sense que l'ostikan el considerés un perill. El califa el va confirmar com a sparapet i príncep el 856.

## Príncep de Bagaran i d'Armènia
Vers el 857 els romans d'Orient van expulsar els sectaris paulicians del tema d'Armènia i es van establir a Tefrícia (Tephrike) sota protecció de l'emir de Melitene. El 858 el cap paulicià, Karbeas, amb ajut de l'emir, va derrotar els romans d'Orient davant de Samòsata.
El 858 el califa va enviar a Baspracània, per governar-lo, el jove Grigor Derenik, sota la tutela de son oncle Gurguèn Arzeruni. Un altre Gurguèn Arzeruni (el fill d'Abubeldj) estava de fet exercint el govern a Baspracània, però va accedir a la restauració de la branca legítima sense lluitar, i va abandonar el país per anar a servir l'emperador romà d'Orient. Tanmateix, de camí va passar per Arzèn, on fou fet presoner i entregat a Asoci. L'emir de Tbilisi va exigir l'entrega de Gurguèn i Asoci no va tenir més remei que lliurar-lo. El regent de Baspracània que tenia el mateix nom va morir vers el 860, repenedit d'haver-se convertit a l'islam, i el seu nebot Grigor Derenik va assolir el poder i va començar a redreçar el país. Això va durar fins al 862 quan Gurguèn fill d'Abubeldj es va escapar de la presó de Tbilisi i es va presentar per reclamar el tron a Baspracània, on fou derrotat dues vegades, i fet presoner essent tancat a Hadamakert.
Vers el 860 havia retornat de Samarra Gregori Mamiconi, fill de Kurdik Mamiconi, príncep de Bagrevand, i havia estat restaurat a la seva herència. L'ostikan Muhàmmad ibn Khàlid va encarregar a Asoci d'agafar-lo i portar-lo a la seva presència. Grigor va provar d'establir-se a Gazaneaq a la comarca de Bagaleanq, però va morir súbitament set dies després d'arribar i això va evitar a Asoci una situació complicada en la qual no podia desobeir l'ostikan i no volia perjudicar Grigor. Va fer veure que havia complert les ordres enviant el cap del difunt com si fos ell que li hagués tallat per castigar Grigor del que va dir que sospitava que es volia passar als romans d'Orient. Asoci fou recompensat amb la cessió del Bagrevand.

## Príncep dels prínceps
El 862 l'ostikan Alí ibn Yahya al-Armaní, que acabava de ser nomenat pel califa al-Mustaín per succeir a Muhàmmad ibn Khàlid (855-862), va conferir a Asoci el títol de «príncep dels prínceps». Asoci va demanar a l'Imperi Romà d'Orient, com era tradicional, la confirmació del títol, però els romans d'Orient van tornar a demanar l'adopció de les tesis del Concili de Calcedònia per mitjà del patriarca romà d'Orient Foci. El patriarca armeni Zakaria va reunir un concili a Shirakavn (Erazgavorq) al Shirak, entre Kars i l'Araxes, però la resposta (redactada per l'anticalcedonià Isaac Apikuresh, exbisbe d'Ashunk) no va satisfer els romans d'Orient.

## Política a Baspracània
A partir d'aquell moment Asoci va intervenir activament en política concertat amb el patriarca Zakaria de Tsak. Va imposar un arbitratge a Baspracània on Gurguèn fill d'Abubeldj fou alliberat per son cosí Grigor Derenik i va rebre el feu de Mardastan, a la costa oriental del llac Van (al nord de la ciutat de Van), vers 863.
El 863 el cap dels Paulicians de Tefricia, Karbeas, fou derrotat i mort pels romans d'Orient. Poc després el governador Ali ben Yahya al-Armeni va morir en lluita amb els romans d'Orient prop de Mayyafariquin.
Vers 864 la guerra va esclatar entre Asoci i Grigor Derenik i Asoci va fer presoner a Grigor en un combat prop de la ciutat de Van. Asoci va annexionar el Reixtunik. Gurguèn fill d'Abubeldj, príncep de Mardastan, mentrestant s'havia apoderat (vers 863) de Taron (o almenys d'una part) durant l'absència dels bagràtides d'aquesta branca presoners a Samarra. Havia tingut el suport dels romans d'Orient, que el 863 havien derrotat decisivament l'emir de Melitene i els paulicians de Tefricia. Quan va saber que Asoci havia annexionat el Reixtunik es va presentar allí i va presentar batalla al príncep dels prínceps prop de Noragiul. Tanmateix, Asoci no va voler lluitar i va fer les paus. A més va alliberar a Grigor Derenik i li va donar com a dona a la seva filla Sofia, enllaç que es va fer a Bagaran. Des de llavors les cases de Bagaran i Baspracània van estar reconciliades.

## Política a la Siunia
Una altra filla d'Asoci, Mariam, es va casar amb Vasal Gabur, príncep de Siunia occidental, que va rebre del seu sogre el títol d'ixkhan dels siunians (que en tot cas no garantia l'hegemonia sobre la branca de Siunia Oriental). El ixkhan de Siunia Oriental (amb capital a Sisakan), Vasaces Ishkahnik, això no obstant, va veure convenient aliar-se estretament amb Asoci que li va fer entrega d'alguns territoris (segons l'historiador Joan el Catolicós, que no diu de quins territoris es tracta).

## Guerra amb l'emirat Qaysita
Vers 864 Djahap II ben Sevada emir de Manazkert i que havia ocupat Dvin va envair el Arsharuniq, possessió d'Asoci. Aquest va enviar contra Djahap al seu germà Abas. Els dos exèrcits es van trobar al lloc després conegut com a Karasunq (Els Quaranta), on Abas va obtenir una victòria completa en què només 60 homes (inclòs l'emir) es va poder escapar). Gràcies a això un emir lleial al califa va poder entrar a Dvin. Abas fou nomenat gran sparapet.

## Arbitratge de Mardastan
Vers el 869 Asoci I va ajudar el príncep Asoci de Baspracània (retornat de l'exili a Samarra) i al seu fill Grigor Derenik, contra el príncep de Mardastan, però la guerra es va resoldre en un acord de pau (sobre la base de mantenir l'statu quo), acord propiciat per Asoci I el gran.

## Guerres contres els othmànides d'Amiuk, el valí de Varag i l'emir xaibànida del Diyar Bakr
Abans del 870 els àrabs de la tribu Banu Othman s'havien apoderat d'una regió de la part oriental del Llac Van, amb la fortalesa inaccessible d'Amiuk, i feien incursions de pillatge a Baspracània. El nakharar Rostom Varajnuni va morir en lluita contra ells. Asoci Arzeruni de Baspracània i el seu fill Grigor Derenik els van combatre, però ni amb l'ajut d'Asoci I van poder conquerir la fortalesa; però Asoci sí que va conquerir una altra fortalesa, la de Varag, on un grup d'àrabs s'havia fet fort i des d'allí saquejava sovint el monestir de Surb-Khatch, lloc on hi havia les tombes dels prínceps Arzerunis de Baspracània (l'abat superior del monestir era presoner d'aquests àrabs). Els othmanides i l'emir de Manazkert i d'Apahuniq (que l'historiador Tomàs Arzeruni anomena els Manavaz) van cridar al governador-emir àrab de Diyar Bakr, Issa ibn Xaykh aix-Xaybaní, que fou reconegut pel califa com a ostikan d'Armènia (871-882 de fet només fins al 878). Issa va marxar contra Asoci Arzeruni que estava assetjant Kokhpanik; Asoci va deixar el setge i ambdós exèrcits es van trobar a prop de la ciutat de Van. El cavalleresc Gurguèn de Mardastan no va dubtar en unir les seves forces a les del seu antic enemic Asoci, però els àrabs eren 15000 i els armenis dos mil. Fou un príncep ardzruni, Gaguik Abu Morvan qui va negociar un acord, i ambdós exèrcits es van retirar i a canvi de parar l'ofensiva i d'entregar ostatges, Asoci de Baspracània fou deixat en pau i Issa ibn Xaykh aix-Xaybaní es va traslladar a Bardaa on va fixar la seva residència. Asoci Arzeruni va morir el 27 de maig del 874.

## Política georgiana d'Asoci
Vers el 875 el príncep de Gardman, Gablutz, un bagràtida cosí germà patern d'Asoci el gran que havia ocupat aquest territori (contra el desig d'Asoci) fou enderrocat per Guram, germà del Curopalata de Klardjètia i feudatari d'aquest per Djavakètia, Trialet, Taixir, Aixots i Ardahan. Guram també es va enemistar amb el seu germà Bagrat I i llavors Asoci el gran es va aliar amb Bagrat contra Guram, el van enderrocar (i tancar en un castell) i es van repartir els seus dominis (quasi tot va passar a Bagrat però Asoci va adquirir l'Aixots i lògicament Gardman. Més tard Asoci va intervenir a Geòrgia en suport del fill de Bagrat, David I (876-881), contra el fill de Guram, Nasr, i mort David donant suport al partit legitimista dirigit pel príncep Liparit Orbelian, príncep de Trialet, que van poder portar al tron (881) al fill de David, Adarnases II (881-923), i especialment el 887 quant el príncep abkhaz Bagrat, amb ajut romà d'Orient, va intentar restaurar a Nasr, i Adarnases va rebre un important ajut d'Asoci gràcies al qual va guanyar la batalla d'Aspindza (al Samtskhé) en la qual va morir Nasr i els romans d'Orient i abkhazs foren rebutjats

## Política religiosa a Aguània i Armènia
Per aquest temps el patriarca d'Aghuània es va separar del patriarcat d'Armènia. Asoci va cridar als prínceps aghuans i els va demanar que pressionessin al patriarca perquè anés a consagrar-se a Dvin de mans del patriarca armeni.
El 877 va morir el patriarca Zakaria i Asoci va fer elegir a Georg II de Garni (Jordi II) que serà patriarca del 878 al 898.

## Els darrersostikans
El mateix 877 el lloctinent de l'ostikan Issa, de nom Muhàmmad al-Yamaní, es va revoltar a Bardaa. Durant un any Issa va tractar d'expulsar-lo de Bardaa sense èxit. Asoci va donar suport a Issa. Com que va passar el temps i Issa no aconseguia imposar-se els feudals armenis van anar a la cort califal a demanar un altre governador i en concret van demanar a Muhàmmad ibn Khàlid que havia estat governador del 858 al 862. El Califa o va concedir (878) i Muhàmmad va arribar a Datuan o Datovan (probablement prop de Khelat), on fou rebut pels prínceps armenis i l'emir qaisita Abelbar de Manazkert, que l'havien d'escortar fins a Dvin. Muhàmmad ibn Khàlid va confirmar l'enderrocament d'Asoci Bagratuní, curopalata de Taron (substituït per sa germà David Arqaik cunyat del príncep Grigor Derenik de Baspracània), cosa que no va agradar a Asoci I el gran, que tot i així va anar a presentar els respectes a l'ostikan a la ciutat de Dvin. L'ostikan va planejar eliminar a Asoci amb l'ajut dels emirs i caps àrabs, però el príncep va interceptar els missatges, i es va avançar i va enviar a sa germà el sparapet (generalíssim) Abas, que va fer presoner per sorpresa l'emir, li va ensenyar les proves i després li va perdonar la vida i el va deixar marxar cap a Manazkert. Asoci el gran va fer la guerra llavors als seus enemics, l'emir de Manazkert Abelbar, i l'emir de Bardaa Muhàmmad al-Yamaní.

## Nova intervenció a Baspracània
Estava assetjant Manazkert (vers 884) quan va haver-ho de deixar per anar al Taron on el seu gendre Grigor Derenik havia estat fet presoner per Asoci de Taron aliat amb Hasan, un nebot de Grigor. Asoci va imposar a Hasan la llibertat de Grigor. En ser alliberat Grigor va empresonar a Hasan i li va confiscar les terres, però poc després li va prometre la llibertat si es desfeia del germà petit Gaguik Abu Morvan, cosa que Hasan va aconseguir i Gaguik fou empresonat. Això fou desaprovat per Asoci I. El 887 quan Grigor Derenik va iniciar una campanya contra els caps àrabs de Her (Khoi) i Zarevan, Asoci no el va ajudar. L'emir d'Her es va sotmetre. Grigor va entrar en el territori musulmà i va arribar a una ciutat que es deia Pherotak, on un emir de nom Abelbers li va parar una emboscada i Grigor va morir de cops de llança, quant tenia uns 40 anys. Com que només deixava fills petits (el més gran, Sargis Asoci tenia 9 anys) Asoci I va enviar el seu propi fill Shahpuh per confiar l'administració de Baspracània al jove Sargis, però sota la regència del seu oncle Gaguik Abu Morvan, que es va casar amb la filla de Shahpuh. La princesa vídua Sofia, que fou qui a la mort del marit havia fet alliberar a Gaguik, va rebre el consol personal d'Asoci I el gran, i va morir pocs anys després potser de pena. Per aquest temps una neta d'Asoci (filla de Shahpuh) es va casar amb Asoci, fill de David Arqaik de Taron.

## Submissió dels Sevordiq
A una època indeterminada entre el 880 i el 890 els Sevordiq (Fills negres), un poble muntanyenc que habitava a la província de Uti, a la dreta del Kura, cap a Shamkor i els límits del Gugarq, a l'oest, i del Artsakh al sud, es van sotmetre a l'autoritat d'Asoci (el seu príncep Esteve Kun fou portat a Samarra el 853 i executat)

## Nomenament com a rei
Aquesta hegemonia a tot Armènia va provocar que els nakharark i ixkhans del país proposessin a Asoci Medz fer-lo rei (884), però per això calia demanar el permís al Califa. Fou l'ostikan Àhmed ibn Issa ibn Xaykh, amic particular d'Asoci qui va transmetre la petició al califa Al-Motamid. Aquest va enviar al príncep una corona reial que l'ostikan li va entregar personalment. El patriarca Jordi II Xifilí, assistit pel bisbe de Siunia Joan, el va consagrar públicament a Bagaran. Aquest coronament es pot datar entre l'abril del 885 i febrer del 886 segons l'historiador Samuel d'Aní. Cal esmentar que l'emperador romà d'Orient Basili I (que va morir l'1 de març del 886) va enviar també (per mitjà del patriarca romà d'Orient Foci) una corona reial a Asoci amb un tros de la verdadera creu de Crist, i es va concloure un tractat d'amistat entre Armènia i l'Imperi Romà d'Orient. I cal dir també que aquest acte va suposar el fi de l'ostikan com a governador califal, ja que des de llavors els ostikans de Dvin (com els emirs de Manazkert) foren un mes dels prínceps d'Armènia feudataris d'Asoci, només que de religió musulmana en comptes de cristians.

## Mort del rei
El 887 va morir el seu gendre Vasaces Gabor de Siunia Occidental (casat amb la filla d'Asoci, Mariam) i el fil d'aquest Grigor Supan II el va succeir (era net, per tant, d'Asoci el gran). Abans del 885 Asoci Mzed havia donat el govern de Kars i Gugarq al seu germà Abas, sparapet d'Armènia. Abas es va absentar el 888 i durant la seva absència es va revoltar la província de Gugarq. Fou Simbaci, fill d'Asoci Mzed qui va sufocar la revolta i estava precisament allí el 890 quan va morir Asoci a Bagaran i Simbaci I el Màrtir i va acudir ràpidament i va recollir la successió. Asoci tenia en morir 71 anys i la causa de la mort fou una caiguda prop de la roca de Tsiele Abaraj. Jordi II Xifilí li va administrar els sagraments abans d'expirar. Fou enterrat a Bagaran.